# K (cantante)
K (ケイ Kei?) (Seúl, 16 de noviembre de 1983) es un cantante coreano de baladas R&B y Soul cuyo nombre verdadero es Kang Yunseong (en hangul, 강윤성). El cantante debutó el 2 de marzo de 2005 en el mundo de la música japonesa con el lanzamiento de su sencillo debut llamado simplemente "Over...", bajo el sello Sony Music Entertainment Japan.
Desde su infancia K se sintió familiarizado y atraído por la música negra del R&B, el Góspel y Soul, siendo algunos de sus artistas favoritos americanos como Boyz II Men o Babyface. En su adolescencia cantaba junto a un piano en una iglesia, cuando fue descubierto por un productor que le ofreció una carrera, apareciendo ahí la oportunidad de comenzar una carrera profesional.
Al escuchar su voz muchos la han calificado como "A voice from the Heaven" o "Una voz del paraíso", lo que sin duda da a entender la capacidad vocal de este joven cantante que recién está comenzando su carrera.
El primer álbum japonés de K, llamado "Beyond the Sea", fue lanzado en enero de 2006, el cual debutó dentro de los primeros éxitos de las listas de Oricon en el país nipón.

## Discografía

### Álbumes Japón
1. Beyond the Sea (18 de enero de 2006)
2. Music in My Life (12 de diciembre de 2006)

- The TIMELESS Collection Vol. 1 (21 de marzo de 2007)

### Sencillos Japón
1. over... (2 de marzo de 2005)
2. Dakishimetai (抱きしめたい?) (11 de mayo de 2005)
3. Girlfriend (27 de julio de 2005)
4. Only Human (23 de noviembre de 2005)
5. The Day (19 de abril de 2006)
6. Brand New Map (23 de agosto de 2006)
7. First Christmas (ファースト・クリスマス?) (1 de noviembre de 2006)
8. Birth of Treasure (29 de agosto de 2007)
9. Kono Uta wo........♪ (この歌を・・・・・・・・♪?) (3 de octubre de 2007)

### DVD
1. film K ～a voice from the heaven～, 15 de febrero de 2006

### Álbumes Corea
1. K (28 de abril de 2004)
2. Beautiful Smile (20 de enero de 2006)

## Enlaces
- K Official Web Site Sitio Oficial de K
- Sony Music Entertainment
- STARDUST MUSIC
- K en Facebook

- Datos: Q489210